# Pulau Semechek
Pulau Semechek est une île située au Nord-Est de l'île principale de Singapour. 

## Géographie
Située entre Pulau Tekong et Pulau Tekong Kechil, s'élevant d'un mètre, elle a servi pour établir un passage d'environ 500 m entre les deux îles.